# Club Sportivo Trinidense
Il Club Sportivo Trinidense è una società calcistica paraguaiana con sede nella città di Asunción.

## Storia
Il club fu fondato il 11 agosto 1935.
Ha partecipato per la prima volta alla prima divisione nel 1994, conquistando un terzo posto nel 2023, anno in cui raggiunge anche la finale di Copa Paraguay.

## Palmarès

### Competizioni nazionali
- División Intermedia: 1

2022

### Altri piazzamenti
- Campionato paraguaiano:

Terzo posto: Apertura 2023
- Copa Paraguay:

Finalista: 2023